# Sabine Bauová
Sabine Bauová (* 19. července 1969 Würzburg, Německo) je bývalá západoněmecká a německá sportovní šermířka, která se specializovala na šerm fleretem.
Západní Německo a později sjednocené Německo reprezentovala v osmdesátých a devadesátých letech a na přelomu tisíciletí. Na olympijských hrách startovala v roce 1988, 1992, 1996 a 2000 v soutěži jednotlivkyň a družstev. V soutěži jednotlivkyň získala na olympijských hrách 1988 stříbrnou olympijskou medaili. V roce 1998 získala v soutěži jednotlivkyň titul mistryně světa a v roce 1992 a 1994 titul mistryně Evropy. Se západoněmeckým a německým družstvem fleretistek vybojovala na olympijských hrách zlatou (1988), stříbrnou (1992) a dvě bronzové (1996, 2000) olympijské medaile a s družstvem fleretistek vybojovala celkem tři tituly mistryň světa (1989, 1993, 1999).